# 平野母子殺害事件
平野母子殺害事件（ひらのぼしさつがいじけん）とは、大阪府大阪市平野区で2002年（平成14年）4月14日に発生した殺人・放火事件。 

## 概要
2002年（平成14年）4月14日、大阪府大阪市平野区のマンションで、主婦（当時28歳）が犬の散歩用のひもで首を絞められて殺害され、長男（当時1歳）は浴槽に沈められて水死。その後にマンションの部屋が放火された。2002年（平成14年）11月16日、被害女性の夫の母親の再婚相手で義父の刑務官M（当時45歳）が殺人容疑で逮捕され、12月8日には現住建造物等放火の容疑で再逮捕、12月に殺人罪と現住建造物等放火罪で起訴された。起訴に伴い法務省はMを起訴休職とした。

## 事件の裁判
捜査の過程で、Mは被害者夫婦の借金の連帯保証人となっていたこと、Mが被害女性に夫婦の生活に干渉したり脅迫したりするメールを送っていたことが判明。恋愛感情が受け入れられなかったことや連帯保証した借金を滞納して夫婦が行方をくらましたことに憤り、母子を殺害して証拠隠滅のために放火したことが犯行動機とされた。しかし、Mが犯行を否認し、直接証拠がなかったため、公判では間接証拠の信用性と評価が最大の焦点となった。
検察側は、
- マンション階段の灰皿にあった吸い殻のだ液成分とMの血液のDNA型が一致する。
- 犯行時間帯にMの車を複数の住民が目撃している。
- 犯行時間帯に携帯電話の電源を切るなどMが不可解な行動をしている点。
- 犯行日に妻を迎えに行くという約束を果たしていない。

などを挙げ、Mが犯人であると主張した。
一方、弁護側は、
- マンションには行ったことはなく、被害者宅の住所は知らなかった。
- Mは被害者に携帯灰皿を渡した事があり、そこに残っていた吸い殻が被害者の手によってマンション階段の灰皿に捨てられた可能性がある。
- 犯行時間帯にマンション近くに駐車したことは認めるが、行方をくらませた被害者を探していたためである。

と主張し、無罪を主張した。
2005年（平成17年）5月6日、論告求刑公判が開かれ、検察側は「冷酷、残忍な犯行。幼い命まで奪っており、酌量の余地は一片もない。遺族の処罰感情もしゅん烈」として死刑を求刑した。
2005年（平成17年）8月3日、大阪地裁（角田正紀裁判長）は「マンション踊り場から見つかった吸い殻のだ液と被告のDNA型が一致するとの鑑定結果や目撃証言などを精査すれば、被告が犯行に及んだと証明されている。強固な殺意による残忍で悪質」として無期懲役の判決を下した。
判決では、Mの「現場には行っていない」とする公判の供述は「漠然としていて不自然な点が散見され、信用性に乏しい」と判断した。また、犯行の動機として「被害女性に恋愛感情を抱きながら拒絶され、被害女性の夫（Mの妻の連れ子）の借金の一部で保証人になっていたものの、被害女性夫婦が行方をくらますなどしたことから強い憤りを覚えた」と推定した。弁護側・検察側ともに控訴。
2006年（平成18年）12月15日、大阪高裁（島敏男裁判長）は「前途ある2人の命を奪うなど結果は極めて重大。反省の態度も示しておらず、極刑はやむを得ない」として一審の判決を破棄して検察側の求刑通り死刑判決を言い渡した。弁護側は判決を不服として即日上告した。
2010年（平成22年）4月27日、最高裁第三小法廷（藤田宙靖裁判長）は審理が尽くされておらず、事実誤認の疑いがあるとして大阪地裁へ差戻した。審理差し戻しの理由は「吸殻が事件当日に採取されたのに茶色に変色していてかなり前に捨てられた可能性がある」、「犯行時間帯に携帯電話の電源を切ったり、動機についてもなぜMが犯人だと推認できるのか納得できる説明がなされていない」とした。「被害女性のDNA型に一致するものが検出された場合、携帯灰皿の中身を踊り場の灰皿に捨てた可能性が極めて高くなる」と指摘して煙草の吸い殻72本全てを鑑定するべきだとした。裁判官の1人は「一致すれば無罪を言い渡すべきである」との補足意見を付けた（しかし警察が吸い殻71本を紛失したため、鑑定は不可能となった）。

また、間接事実の積み重ねによる推認によって犯人性を認定することについて、次のとおり判示した。
「刑事裁判における有罪の認定に当たっては，合理的な疑いを差し挟む余地のない程度の立証が必要であるところ，情況証拠によって事実認定をすべき場合であっても，直接証拠によって事実認定をする場合と比べて立証の程度に差があるわけではないが（最高裁平成１９年（あ）第３９８号同年１０月１６日第一小法廷決定・刑集６１巻７号６７７頁参照），直接証拠がないのであるから，情況証拠によって認められる間接事実中に，被告人が犯人でないとしたならば合理的に説明することができない（あるいは，少なくとも説明が極めて困難である）事実関係が含まれていることを要するものというべきである。」
この判示は刑事事実認定における重要な準則として以降の裁判例においても踏襲されている。
死刑判決を受けた事件を最高裁が差し戻すケースは極めて異例で山中事件（差し戻し審で戦後6件目となる死刑求刑事案で無罪確定）以来、21年ぶりだった。
2011年（平成23年）10月20日、差し戻し審の初公判が大阪地裁（水島和男裁判長）で開かれ、検察側は従来の主張に加えて飼われていた犬の獣毛の鑑定結果などを新証拠として提出した。一方、弁護側は被害者の爪から見つかった繊維がMの着衣と一致しないこと、現場の足跡はMと一致しないなどを新証拠に対して反論。その上で「捜査当局は早い段階で被告を犯人と思い込み、適切で十分な捜査を怠った」として無罪を主張した。
2011年（平成23年）12月5日、差し戻し審の論告求刑公判で検察側は「冷酷非道で残忍な犯行。極刑をもって臨むほかない」として改めて死刑を求刑した。弁護側は「検察側の補充捜査は最高裁が提起した疑問を解消しておらず、無罪判決以外あり得ない」と改めて無罪を主張した。最終意見陳述でMは「私は無実です。真犯人は別にいます」と訴え、一連の裁判が結審した。
2012年（平成24年）3月15日、大阪地裁（水島和男裁判長）で差し戻し審の判決公判が開かれ「検察側が新たに示した証拠は被告の犯人性を証明する有力な証拠とは認められない」として無罪判決が言い渡された。
2012年（平成24年）3月28日、大阪地検は「必要な証拠調べを行わず、証拠の評価や間接事実の推認力の評価を誤っており、判決には事実誤認がある」として控訴した。
2013年（平成25年）7月4日、大阪高裁（的場純男裁判長）で差し戻し控訴審の初公判が開かれ、検察側が請求した凶器となった犬のリードなど、複数のDNA鑑定が新たに実施されることが決まった。このため、控訴審が一旦中断されていたが2016年に再開された。
2016年（平成28年）6月23日、大阪高裁（福崎伸一郎裁判長）で差し戻し控訴審の公判が再開され、鑑定を実施した法医学者が証人出廷し、凶器などを鑑定した結果、Mと一致するDNA型が検出されなかったうえ、凶器からは別人のDNA型がほぼ完全な形で検出されたと証言した。
2016年（平成28年）9月13日、第3回公判で検察側は「間接事実を総合すれば、被告が犯人でなければ説明できない」と主張、弁護側は改めて控訴棄却を主張して控訴審が結審した。
2017年（平成29年）3月2日、大阪高裁（福崎伸一郎裁判長）は一審の無罪判決を支持、検察側の控訴を棄却した。大阪高検は上告を断念したため、上告期限を迎えた3月17日午前0時をもってMの無罪が確定した。確定の時にMは59歳であり定年に達していなかったため起訴休職を解かれ刑務官として法務省に復職した。

## 警察の不祥事
この事件においてはMの足取りに関係する重要証拠である煙草の吸い殻72本のうち71本を紛失していたことが2011年5月17日に明らかになった。これにより、最高裁が差し戻しに当たって指摘した吸い殻の証拠鑑定が不可能となり、審理に影響を及ぼすことは必至であった。紛失した71本は段ボール箱に入れられ平野警察署に設けられていた捜査本部の整理棚に置いていたものの、起訴から間もない2002年12月下旬に紛失が判明した。捜査員が24時間常駐する捜査本部から第三者が持ち出した可能性は皆無であるとして、誤廃棄であると結論付けられていた。しかし大阪府警は、公判において弁護側が吸い殻に関する証拠の開示請求を行った後の2004年1月頃まで検察側に対し紛失を伝えていなかった。